# Playing in the Shadows
Playing in the Shadows je třetí studiové album rappera Example, které bylo vydané 4. září 2011 pod labelem Ministry of Sound. Example opět spolupracoval pouze s producentmi elektronické hudby tudíž album obsahuje pouze sólové skladby (kromě písně "Natural Disaster", kde přizval interpreta Laidback Luke).

## Charakteristika
I toto album je vesměs elektronicky a tanečně orientované, avšak znamená veliký skok do žánru dubstep. V porovnání s jeho předchozím albem, Example popsal jeho nové album jako více temné (“dark, epic beast”) a k produkci si přizval dubstepovou skupinu Nero, ale také Skream, Michaela Woodse, Brookes Brothers, Dirty South, Faithless a také Chase & Status.

## Single
V albu jsou zahrnuty písně, které předtím byly vydané jako singly
- "Changed the Way You Kiss Me" – vydáno 5. června 2011. Umístil se na #1 příčce UK Singles Chart.
- "Stay Awake" – vydáno 1. července 2011. Umístil se na #1 příčce UK Singles Chart.
- "Natural Disaster" – vydáno 16. října 2011. Umístil se na #27 příčce UK Indie Chart.
- "Midnight Run" – bude vydané v listopadu 2011.

## Seznam skladeb
- Všechny písně napsal Elliot Gleave.
- Píseň "Microphone" napsal Guy Chambers a Elliot Gleave.[4]

| Pořadí | Název                                                                 | Producent(i)                   | Délka |
| ------ | --------------------------------------------------------------------- | ------------------------------ | ----- |
| 1.     | Skies Don't Lie                                                       | Funkagenda                     | 4:24  |
| 2.     | Stay Awake                                                            | Nero                           | 3:24  |
| 3.     | Changed the Way You Kiss Me                                           | Michael Woods                  | 3:15  |
| 4.     | The Way                                                               | Faithless                      | 4:28  |
| 5.     | Natural Disaster (Extended Album Version) (Laidback Luke vs. Example) | Laidback Luke                  | 5:05  |
| 6.     | Never Had a Day                                                       | Sheldrake & DC Breaks          | 3:53  |
| 7.     | Microphone                                                            | Brookes Brothers               | 4:16  |
| 8.     | Playing in the Shadows                                                | Chase & Status                 | 4:39  |
| 9.     | Midnight Run                                                          | Feed Me                        | 3:58  |
| 10.    | Under the Influence                                                   | Skream                         | 4:55  |
| 11.    | Wrong in the Head                                                     | Tom Neville & Brookes Brothers | 3:11  |
| 12.    | Anything                                                              | Dirty South                    | 3:31  |

## Datum vydání
| Místo              | Datum        | Formát           | Label             |
| ------------------ | ------------ | ---------------- | ----------------- |
| Ireland            | 4. září 2011 | Digital download | Ministry of Sound |
| Spojené království | 4. září 2011 | Digital download | Ministry of Sound |
| Austrálie          | 9. září 2011 | Digital download | Ministry of Sound |